# Santuario del Santo Crocifisso
Il santuario del Santo Crocifisso di Desio si trova in via Lampugnani 39.

## L'edificio
La costruzione odierna, opera dell'ingegnere Spirito Maria Chiappetta, è in stile neogotico e fu consacrata il 26 luglio 1913 dall'arcivescovo di Milano, il cardinale Andrea Ferrari.
Si segnalano all'interno l'altare maggiore in marmi policromi di stile neogotico fiorito,  racchiudente il simulacro di Nostro Signore in Croce della fine del '500, oggetto di venerazione popolare ed incoronato dal cardinale Ildefonso Schuster nel 1948, quale voto della cittadinanza di Desio per la protezione ottenuta dai bombardamenti durante la guerra.
Tra gli altri beni artistici, una copia accademica ottocentesca del polittico di Sant'Andrea del Mantegna, un olio su tela del XVII secolo raffigurante san Bartolomeo apostolo (donato nel 1941 in ricordo di don Paolo Rigamonti, cappellano del civico ospedale, dal cugino P. Cermenati) e un Ecce Homo di maniera caravaggesca della fine del '600.
Le pitture del catino absidale raffigurano i sette sacramenti e sono opera del pittore contemporaneo Alberto Bogani di Como, sempre dell'artista sono anche le raffigurazioni della Madonna e di san Giuseppe alle estremità delle due navate laterali.
I due altari laterali, collocati alle estremità della crociera centrale, sono dedicati rispettivamente alla Madonna del Carmelo e a san Francesco d'Assisi.
Numerose le reliquie conservate e gli ex voto donati per grazie ricevute.
Lo snello campanile raggiunge circa i 30 metri di altezza alla sommità della guglia in rame e racchiude nella sua cella 5 campane (donate dalla famiglia dei droghieri Sala) in tonalità di la bemolle calante fuse nel 1948 dalla fonderia Carlo Ottolina di Seregno, 3 delle precedenti campane del 1936 furono sacrificate per salvare quelle ben più famose della basilica dalla requisizione per gli scopi bellici.

## Storia

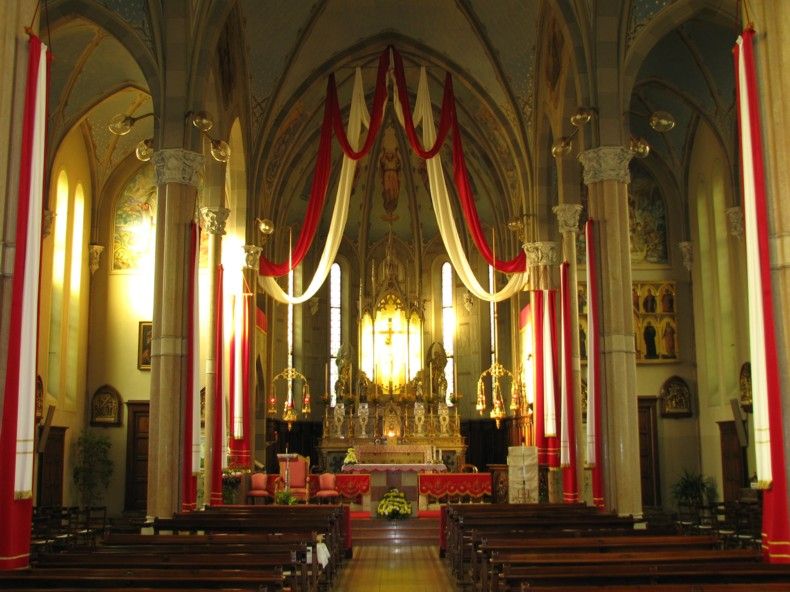
Interno del santuario.

Molto antica ed articolata la storia di questo luogo di culto occupato, prima della demolizione per la costruzione l'odierno edificio, dall'oratorio di San Bartolomeo, già menzionato nel duecento da Goffredo da Bussero nel Liber Notitiae Sanctorum Mediolani e successivamente dalla visita nel 1567 del padre Lionetto da Clivone che ci offre la prima descrizione precisa dell'edificio antico.
L'edificio aveva forma quadrata molto sviluppata nel senso dell'altezza (m. 6,6 x 6,5 x 11,3 circa). Coperto adeguatamente, aveva il pavimento di semplice terra battuta e le pareti risultavano piene di crepe. Il visitatore apostolico ricorda la presenza di un solo altare privo di ornamenti, a fianco del quale era collocato un fonte battesimale, fatto motivato dalla contrapposizione tra il centro ariano longobardo della Piazza avente un altro fonte, da quello cattolico romano della contrada Vigana (poi Dügana).
Nei secoli seguenti l'oratorio di San Bartolomeo conobbe una profonda crisi, forse causata dall'arrivo dei francescani nella zona oggi occupata dalla Torre del Palagi.
Nel 1570 viene fondata la Confraternita del Santo Crocifisso, sodalizio durato fino al XVIII secolo e poi soppresso dai decreti dell'imperatore Giuseppe II sulle confraternite.
Tra il 1567 e il 1596 si segnalano profondi interventi di restauro all'edificio con l'aggiunta di un ambiente ad uso del coro nello spazio retrostante l'altare; in quest'ultima data risulta presente il santo crocifisso. Nel 1680 seguono lavori di ampliamento. Nel 1850 fu creata una cappella laterale dedicata alla Madonna e fu realizzato un nuovo altare maggiore in marmo su disegno dell'ing. Villoresi.
A causa dell'aumento della popolazione agli inizi del XX secolo, l'oratorio si dimostrò insufficiente e nel 1912 si diede inizio ai lavori per la costruzione dell'odierno santuario.

## Fede e tradizioni

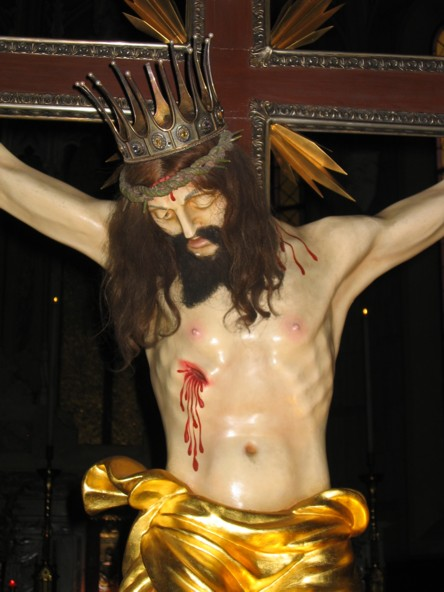
Primo piano del crocifisso.

La festa del santuario originariamente era celebrata l'11 di maggio in ricordo di una pioggia miracolosa caduta in seguito ad una processione con il trasporto del crocifisso dopo un lungo periodo di siccità nel 1817. Dal 1820 fu fissato un triduo nei giorni 9-11 maggio. Dopo poco tempo la festa fu trasferita alla quarta domenica di ottobre e doveva costituire una sorta di festa del ringraziamento per l'annata agricola. In questa occasione si teneva una attesissima lotteria il cui premio principale era tradizionalmente costituito da un maialino. Dopo la soppressione del convento francescano, l'oratorio di san Bartolomeo ottenne il privilegio di potervi lucrare l'indulgenza del Perdono di Assisi.
Nel 1925 per volere di papa Pio XI, si istituì nella quarta domenica di ottobre la solennità liturgica di Nostro Signore Gesù Cristo Re dell'universo, da allora la festa del santuario fu fissata con questa festività liturgica. In seguito alle ultime riforme liturgiche e del calendario la solennità di Cristo Re è collocata come ultima domenica dell'anno liturgico (domenica che cade tra il 5 e l'11 novembre) e anche la festa del santuario si svolge in quella domenica.

## Galleria d'immagini

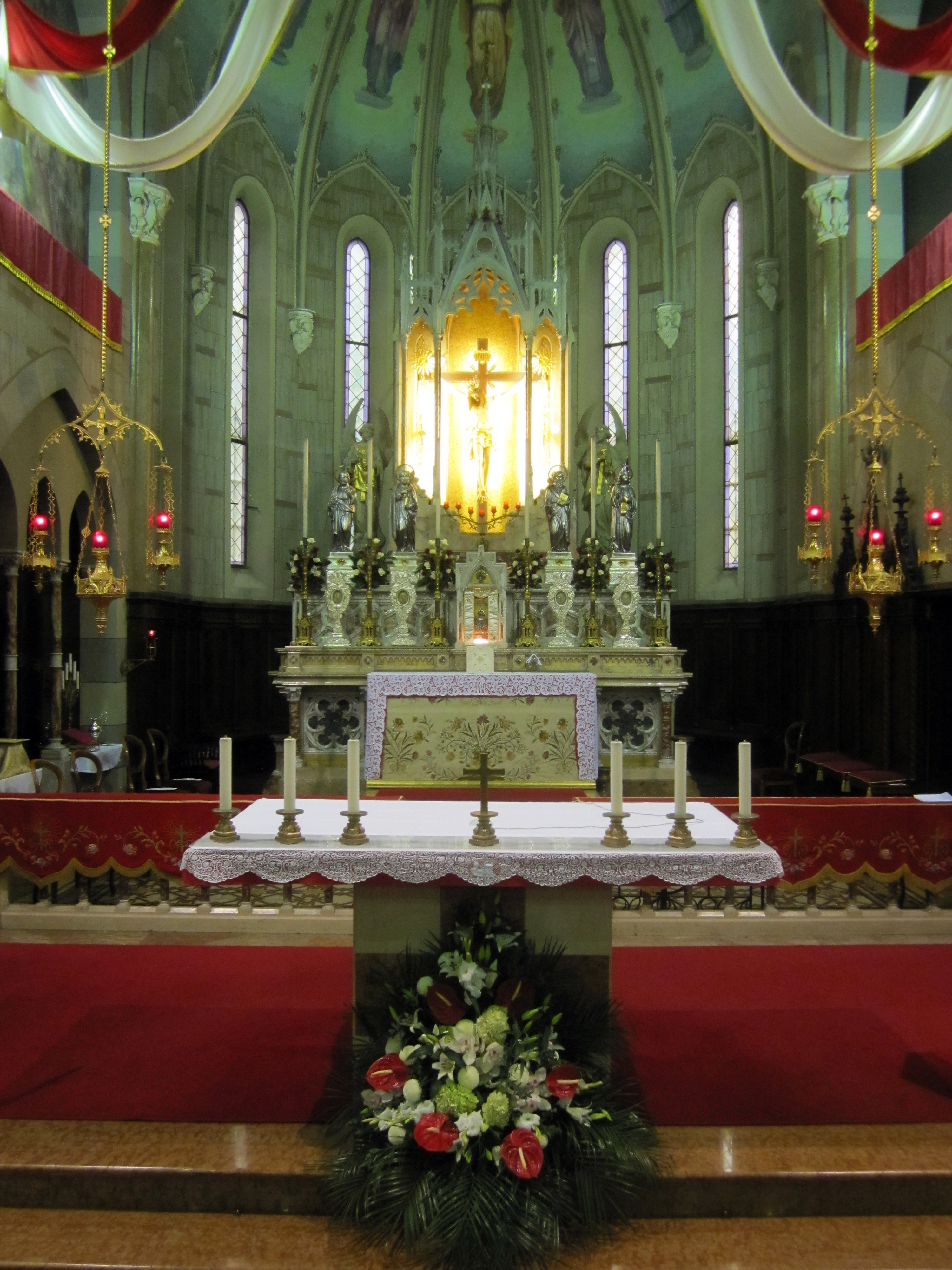
Altare Maggiore
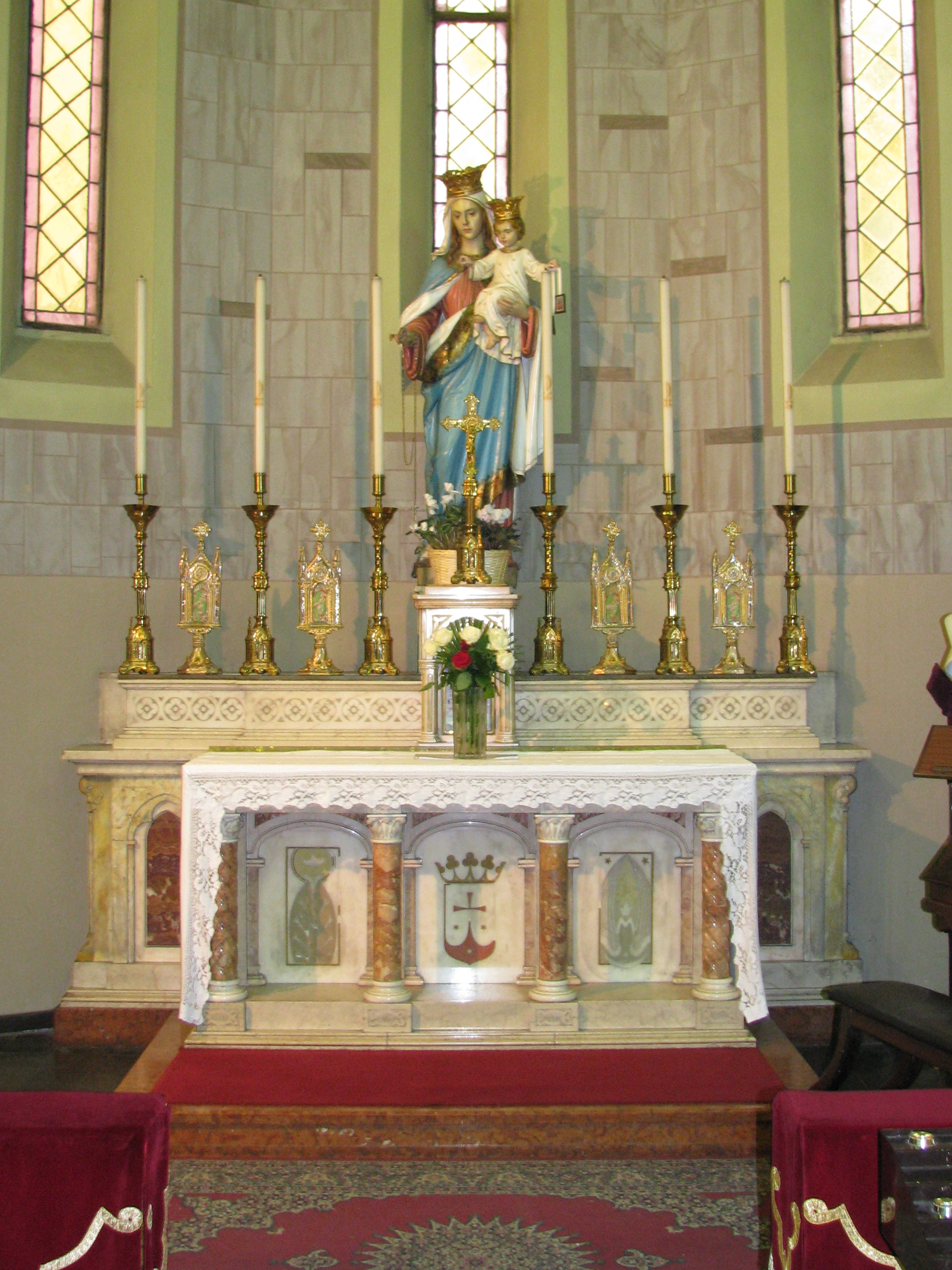
Altare della Beata Vergine del Carmelo
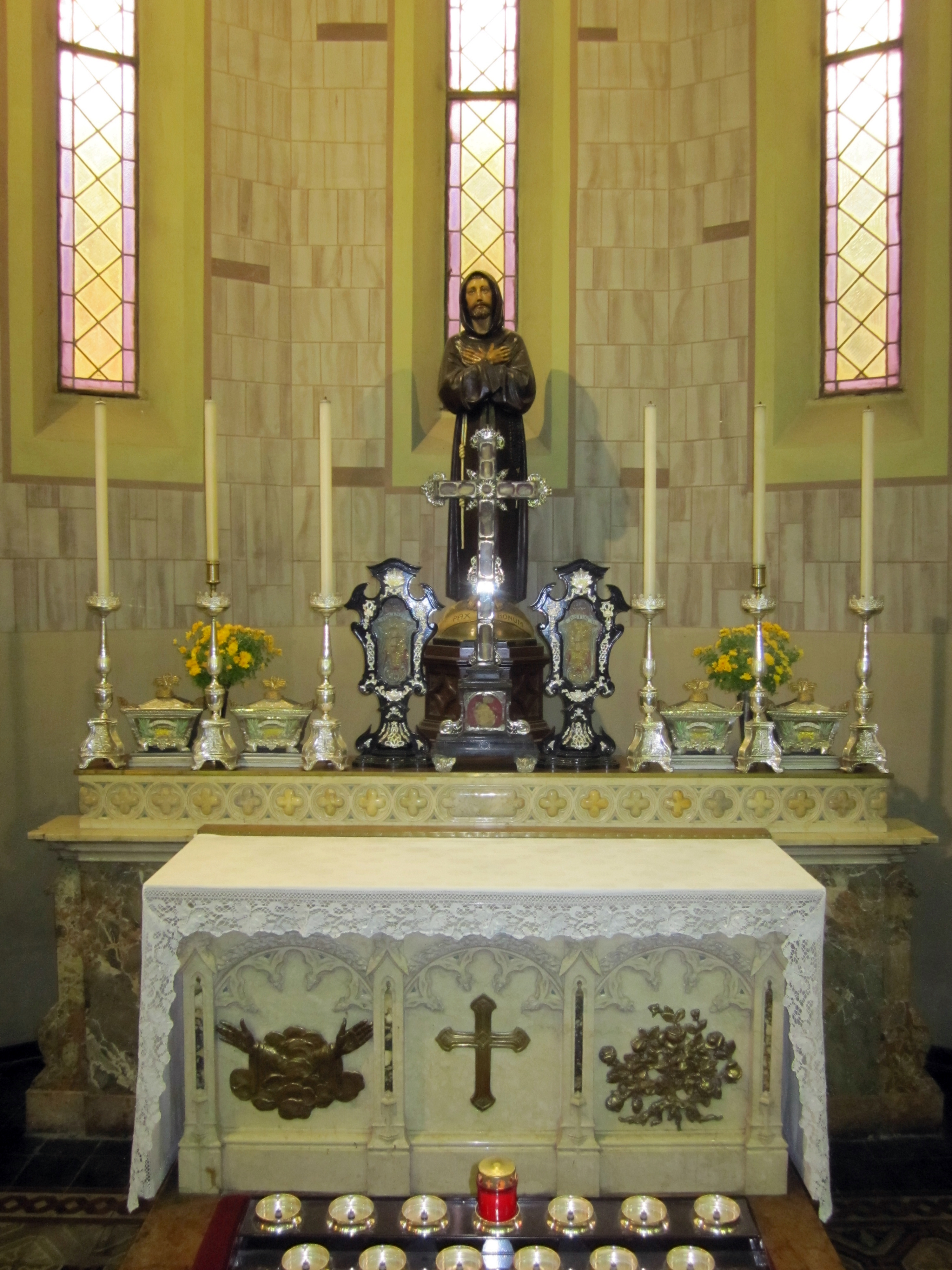
Altare di S. Francesco d'Assisi
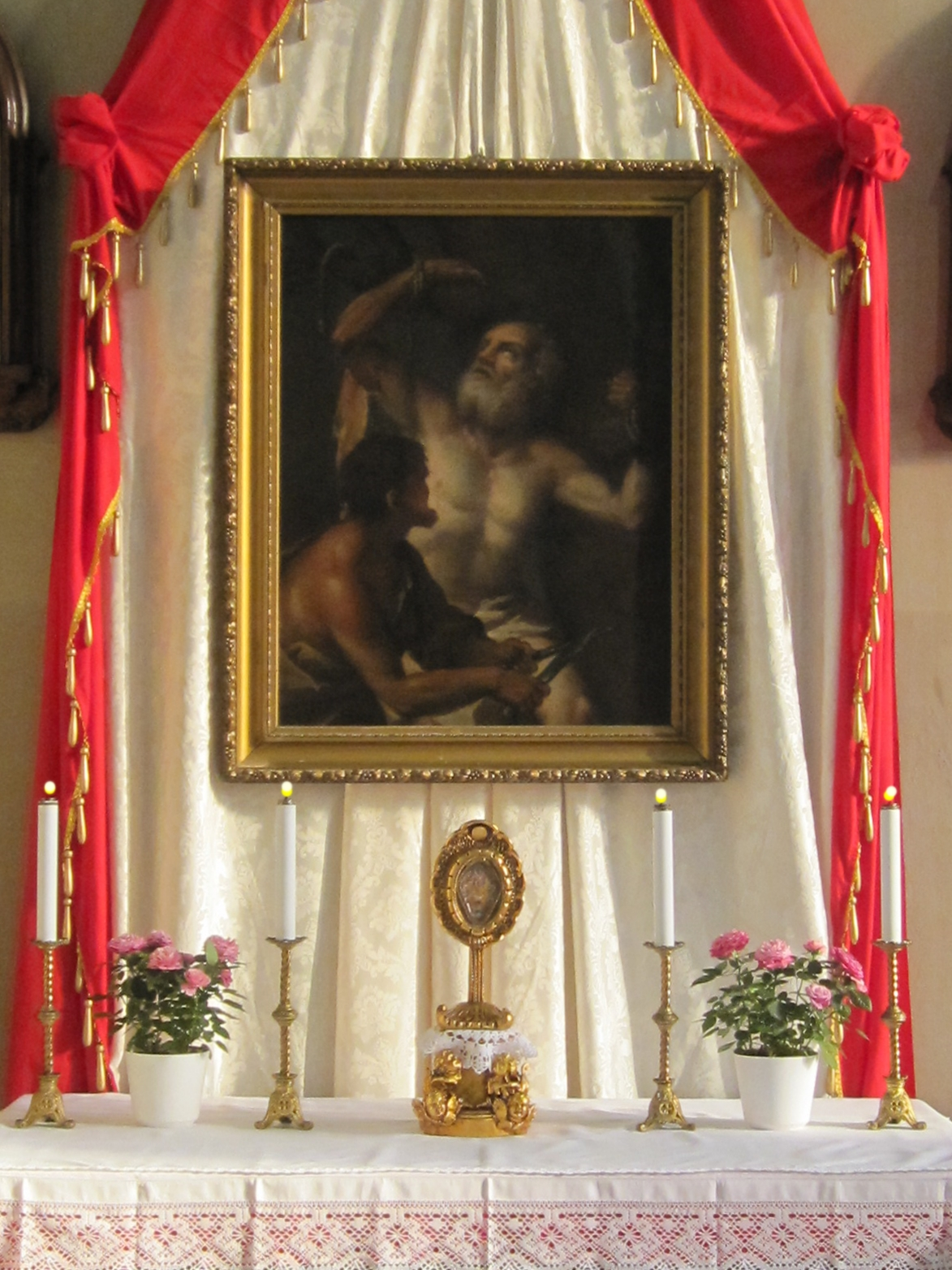
Reliquia e quadro del compatrono San Bartolomeo